# Hennef (Sieg)
Hennef (Sieg) – miasto w zachodnich Niemczech, w kraju związkowym Nadrenia Północna-Westfalia, w rejencji Kolonia, w powiecie Rhein-Sieg. Miasto nazywane „Miastem 100 wsi” (niem. „Stadt der 100 Dörfer”).

## Współpraca
Miejscowości partnerskie:
- Banbury, Wielka Brytania
- Heilbad Heiligenstadt, Niemcy
- Le Pecq, Francja
- Nowy Dwór Gdański, Polska